# Abubakr Awadallah
Abubakr Awadallah (àrab: بابكر عوض الله, Bābakr ʿAwḍ Allāh) (El Geteina, 2 de març de 1917 – Dublín, 17 de gener de 2019) fou un jutge i polític sudanès i nacionalista àrab participant en la revolució de 25 de maig de 1969 que va portar al poder a Gaafar al-Nimeiry.
Awadallah era graduat de l'escola de dret del Gordon Memorial College. Fou president del parlament de 1954 a 1957, i el 1964 va esdevenir Chief Justice o Judge Suprem. Dins del govern de Nimeiry fou membre del consell revolucionari on era l'únic civil, i va ostentar diverses posicions, la principal la de primer ministre del 25 de maig de 1969 a 27 d'octubre del mateix any, i ministre d'afers exteriors de 1969 a 1970. De 1969 a 1972 fou a més vicepresident del consell.